# El Cantón de San Pablo
Pour les articles homonymes, voir El Canton et San Pablo.
El Cantón de San Pablo est une municipalité située dans le département de Chocó, en Colombie.